# Sabadiego
El sabadiego es un chorizo negro, elaborado, principalmente, en el concejo asturiano de Noreña. En algunos lugares de Asturias se elabora con las partes de menor calidad del cerdo.

## Historia
Su historia se remonta a hace varios siglos. Se tiene constancia del sabadiego ya en el siglo XVIII, cuando Alonso Marcos de Llanes Argüelles, obispo de Segovia y arzobispo de Sevilla, cristianizó este embutido con el beneplácito del rey Carlos III, autorizando su consumo en vigilia.
El sabadiego o chorizo del sábado era un producto de la matanza del cerdo, que en la tradición asturiana, era un chorizo que se elaboraba el último día (habitualmente sábado) con las carnes, vísceras, grasa, sangre, pimentón y cebolla sobrantes.

## Características
Tiene bastantes similitudes con el sabadeño castellano, güeña soriana, birika vasco y el chorizo encebollado gallego. Este embutido llegó a coger mala fama, lo que desembocó en su casi desaparición, quedando relegada su fabricación a unos pocos carniceros.
El sabadiego ha mejorado su receta original, incorporando carnes de calidad a la misma y conservando, al mismo tiempo, los matices derivados de la adición de sangre y cebolla y casquería de la receta original.

## Orden del Sabadiego
En abril de 1988 se funda la Orden del Sabadiego, que revitaliza el producto, promocionándolo con diferentes actividades. Algunos de sus miembros fueron Sabino Fernández Campo y Tico Medina.